# カナディアン・オープン (カーリング)
カナディアン・オープン(英語: Canadian Open) は、カナダで毎年開催されているカーリング大会。ワールドカーリングツアーにおける最高峰のグランドスラム・オブ・カーリングのひとつ。2024-25年シーズン現在の大会名称はCo-opカナディアン・オープン (英語: Co-op Canadian Open)。

## 概要
ワールドカーリングツアー (英語: World Curling Tour、略語: WCT) における最高峰のグランドスラム・オブ・カーリング (英語: Grand Slam Of Curling、略語: GSOC) としてカナダで行われる。男子は2001-02年シーズン、女子は2014-15年シーズンより開催。男女ともに16チームが出場する。マスターズ、ナショナル、プレーヤーズ選手権と合わせ「メジャー」指定大会。

## 出場資格
招待チームは下記の通りである。
- 世界カーリング連盟発表のワールド・カーリング・チーム・ランキング (英語: World Curling Team Ranking、略語: WCTR) 1～15位：計15チーム
- WCTR16位またはスポンサー推薦：計1チーム

招待チームが辞退した場合、WCTR16位またはWCTR17位以降のチームが繰り上げで出場資格を得る。

## 結果

### 男子
| 開催年       | 優勝スキップ                                             | 準優勝スキップ                                           | 開催地                 | 賞金総額（CAD） |
| ------------ | -------------------------------------------------------- | -------------------------------------------------------- | ---------------------- | --------------- |
| 2001         | ウェイン・ミッドオー                                     | ジェフ・ストートン                                       | ウェインライト         | $100,000        |
| 2002         | ケビン・マーティン                                       | グレン・ハワード                                         | サンダーベイ           | $100,000        |
| 2003         | グレン・デスピン                                         | デーヴ・ベーマー                                         | ブランドン             | $100,000        |
| 2005         | ケビン・マーティン                                       | ランディ・ファービー                                     | ウィニペグ             | $100,000        |
| 2006         | ジェフ・ストートン                                       | ジョン・モリス                                           | ウィニペグ             | $100,000        |
| 2007（1月）  | ケビン・マーティン                                       | ランディ・ファービー                                     | ウィニペグ             | $100,000        |
| 2007（12月） | ケビン・マーティン                                       | ショーン・アダムス                                       | ケベック・シティー     | $100,000        |
| 2009         | グレン・ハワード                                         | ケビン・マーティン                                       | ウィニペグ             | $100,000        |
| 2010         | ケビン・マーティン                                       | グレン・ハワード                                         | ウィニペグ             | $100,000        |
| 2011（1月）  | マイク・マキュウェン                                     | グレン・ハワード                                         | オシャワ               | $100,000        |
| 2011（12月） | マイク・マキュウェン                                     | ジェフ・ストートン                                       | キングストン           | $100,000        |
| 2012         | グレン・ハワード                                         | ブラッド・ジェイコブズ                                   | ケロウナ               | $100,000        |
| 2013         | ケヴィン・クーイ                                         | ブラッド・グシュー                                       | メディシンハット       | $100,000        |
| 2014         | ブラッド・グシュー                                       | スティーヴ・レイコック                                   | ヨークトン             | $100,000        |
| 2015         | ジョン・エッピング                                       | ブラッド・グシュー                                       | ヨークトン             | $100,000        |
| 2017         | ブラッド・グシュー                                       | ニクラス・エディン                                       | ノース・バトルフォード | $100,000        |
| 2018         | ペーター・デ・クルス                                     | ニクラス・エディン                                       | カムローズ             | $100,000        |
| 2019         | ブレンダン・ボッチャー                                   | ジョン・エッピング                                       | ノース・バトルフォード | $100,000        |
| 2020         | ブラッド・ジェイコブズ                                   | ジョン・エッピング                                       | ヨークトン             | $150,000        |
| 2021         | 新型コロナウイルス（COVID-19）の感染拡大の影響により中止 | 新型コロナウイルス（COVID-19）の感染拡大の影響により中止 | ラスベガス             | $150,000        |
| 2022         | COVID-19の感染拡大の影響により中止                       | COVID-19の感染拡大の影響により中止                       | カムローズ             | $150,000        |
| 2023         | ブレンダン・ボッチャー                                   | ニクラス・エディン                                       | カムローズ             | $150,000        |
| 2024（1月）  | ブルース・マウアット                                     | ブレンダン・ボッチャー                                   | レッドディア           | $150,000        |
| 2024（11月） | ブルース・マウアット                                     | ブラッド・グシュー                                       | ニスク                 | $200,000        |

### 女子
| 開催年       | 優勝スキップ                                             | 準優勝スキップ                                           | 開催地                 | 賞金総額（CAD） |
| ------------ | -------------------------------------------------------- | -------------------------------------------------------- | ---------------------- | --------------- |
| 2014         | イブ・ミュアヘッド                                       | レイチェル・ホーマン                                     | ヨークトン             | $100,000        |
| 2015         | レイチェル・ホーマン                                     | ジェニファー・ジョーンズ                                 | ヨークトン             | $100,000        |
| 2017         | キャシー・シャイデガー                                   | シルヴァナ・ティリンツォーニ                             | ノース・バトルフォード | $100,000        |
| 2018         | チェルシー・キャリー                                     | ミシェル・イングロット                                   | カムローズ             | $100,000        |
| 2019         | レイチェル・ホーマン                                     | シルヴァナ・ティリンツォーニ                             | ノース・バトルフォード | $100,000        |
| 2020         | アンナ・ハッセルボリ                                     | キム・ミンジ                                             | ヨークトン             | $150,000        |
| 2021         | 新型コロナウイルス（COVID-19）の感染拡大の影響により中止 | 新型コロナウイルス（COVID-19）の感染拡大の影響により中止 | ラスベガス             | $150,000        |
| 2022         | COVID-19の感染拡大の影響により中止                       | COVID-19の感染拡大の影響により中止                       | カムローズ             | $150,000        |
| 2023         | 藤澤五月                                                 | ケリー・エイナーソン                                     | カムローズ             | $150,000        |
| 2024（1月）  | レイチェル・ホーマン                                     | シルヴァナ・ティリンツォーニ                             | レッドディア           | $150,000        |
| 2024（11月） | レイチェル・ホーマン                                     | シルヴァナ・ティリンツォーニ                             | ニスク                 | $200,000        |

## 日本チームの出場成績
| 略語の説明 | 略語の説明         |
| ---------- | ------------------ |
| C          | 優勝               |
| F          | 準優勝             |
| SF         | ベスト4            |
| QF         | ベスト6・ベスト8   |
| R16        | ベスト16           |
| Q          | 予選敗退           |
| T2         | ティア2（2部）出場 |
| DNP        | 大会不参加         |
| N/A        | 開催せず           |

女子
| チーム / シーズン          | 2018–19 | 19–20 | 20–21 | 21–22 | 22–23 | 23–24 | 24–25 |
| -------------------------- | ------- | ----- | ----- | ----- | ----- | ----- | ----- |
| ロコ・ソラーレ             | Q       | SF    | N/A   | N/A   | C     | QF    | QF    |
| フォルティウス             | DNP     | Q     | N/A   | N/A   | DNP   | DNP   | Q     |
| 北海道銀行女子カーリング部 | DNP     | DNP   | N/A   | N/A   | DNP   | DNP   | Q     |
| 中部電力カーリング部       | DNP     | DNP   | N/A   | N/A   | DNP   | DNP   | Q     |